# Bernad Batinic

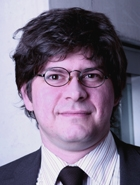
Bernad Batinic

Bernad Batinic (* 21. Juni 1969 in Vršac, Serbien) ist ein serbischer Psychologe und Professor an der Johannes Kepler Universität Linz (JKU).

## Leben

### Akademische Laufbahn
Von 1989 bis 1995 studierte Bernad Batinic an der Justus-Liebig-Universität Gießen Psychologie. Nach dem Studium arbeitete er dort als wissenschaftlicher Mitarbeiter am Lehrstuhl für Arbeits-, Betriebs- und Organisationspsychologie. 1998 wechselte er an den Lehrstuhl für Wirtschafts- und Sozialpsychologie der Friedrich-Alexander-Universität Erlangen-Nürnberg. In Nürnberg promovierte er im Jahr 2001 zum Thema Fragebogenuntersuchungen im Internet und habilitierte sich ebenfalls dort im Jahr 2006 für das Fach Psychologie. Von 2003 bis 2004 war er Vertretungsprofessor und Leiter der Abteilung für Arbeits- und Organisationspsychologie am Fachbereich Psychologie der Philipps-Universität Marburg.
Seit 2005 ist Batinic Universitätsprofessor an der Linzer Johannes-Kepler-Universität. Er ist Vorstand des Instituts für Psychologie und Sprecher des Fachbereichs Pädagogik und Psychologie der Sozial- und Wirtschaftswissenschaftlichen Fakultät der Universität. Er leitet an der JKU die Abteilung für Arbeits-, Organisations- und Medienpsychologie.
Im Jahr 2015 erhielt Batinic einen Ruf auf eine W3-Professur für Psychologie an der Universität Trier, verbunden mit der Leitung des Leibniz-Institut für Psychologie (ZPID). Diesen lehnte er ab und nahm ein Rufabwehrangebot des Rektors der JKU Linz an.

### Forschungsschwerpunkte
Sein Forschungsschwerpunkt liegt im Schnittfeld zwischen der Medien- und der Arbeits- und Organisationspsychologie. Seine zentralen Forschungsthemen sind hierbei: Interpersonales Einflusspotenzial, internetbasierte Datenerhebungsverfahren in der Markt- und Meinungsforschung, Personal- und Organisationsentwicklung mit Neuen Medien sowie Lehren und Lernen mit Neuen Medien und Bedeutung der Arbeit – psychosoziale Auswirkungen von Arbeitslosigkeit.
Bernad Batinic ist Gründer und Leiter der German Internet Research List und war zwischen 1998 und 2001 Sprecher des Vorstands der Deutschen Gesellschaft für Online-Forschung. Von ihm stammt auch der erste und 1995 im Usenet veröffentlichte Internet-Umfragen FAQ. Vermutlich geht auf ihn auch die erste im deutschsprachigen Raum durchgeführte WWW-Umfrage zurück. 1999 hat er gemeinsam mit Klaus Moser die German Online Research Konferenz in Nürnberg als lokaler Organisator ausgerichtet. Im Jahr 2000 war er für Deutschland lokaler Repräsentant der Planet Projekt Online-Umfrage, an welcher ca. 1,5 Millionen Menschen teilnahmen. Batinic gab beim Hogrefe Verlag die Buchreihe Internet und Psychologie heraus, deren letzter Band im Jahr 2007 erschien.

### Unternehmerische Tätigkeit
Batinic war an der Gründung und Leitung von drei Unternehmen beteiligt. So war er 1999 einer von drei Gründern der Globalpark GmbH (bzw. ab 2008 Globalpark AG), die ihren Hauptsitz in Köln und Niederlassungen in Wien, London und New York hatte. Das Unternehmen entwickelte eine Software zur Verwaltung von Online-Befragungsteilnehmern und zur Programmierung von Online-Umfragen. Die Befragungssoftware wird an Hochschulen unter den Namen unipark genutzt. Bernad Batinic war in dem Unternehmen als Aufsichtsrat bzw. Vorsitzender des Aufsichtsrats tätig. Im Jahr 2009 gründete Globalpark die tivian GmbH aus und ernannte Batinic zu Berater und Beirat der neuen Firma. Der Unternehmensschwerpunkt von tivian war die Durchführung von Online-Mitarbeiterbefragungen und 360-Grad-Feedbacks. Im Jahr 2012 wurde die Globalpark AG und die tivian GmbH an das norwegische Unternehmen Questback veräußert. Questback benannte sich nach einigen Jahren in Tivian IX um und wurde im Jahr 2024 von Jigsaw Interactive übernommen.
Im Jahr 2005 war Batinic einer der Gründer der Respondi AG und dort als Aufsichtsrat bzw. ab 2011 als Vorsitzender des Aufsichtsrats für das Unternehmen tätig. Respondi hatte seinen Hauptsitz in Köln und Niederlassungen in Paris und London. Unternehmenszweck war die Rekrutierung und Bereitstellung von Befragungsteilnehmern für Online-Umfragen. Im Jahr 2020 waren 80 Mitarbeiter bei dem Unternehmen beschäftigt. Respondi wurde im Jahr 2021 an die in Frankreich an der Börse gelistete Bilendi SA veräußert. Mit dem Verkauf des Unternehmens endete das Aufsichtsratsmandat von Batinic.

## Schriften (Auswahl)
Bücher
- Internet für Psychologen. Hogrefe Verlag, Göttingen, 1997, 2. Aufl. 2000, ISBN 3-8017-1045-9.
- mit Andreas Werner, Lorenz Gräf und Wolfgang Bandilla: Online Research. Hogrefe Verlag, Göttingen 1999, ISBN 3-8017-1201-X.
- mit Klaus Moser und Jeannette Zempel: Unternehmerisch erfolgreiches Handeln. Hogrefe Verlag, Göttingen, 1999, ISBN 3-8017-1194-3.
- mit Ulf-Dietrich Reips und Michael Bosnjak: Online Social Science. Hogrefe Publishing, Boston, 2002, ISBN 0-88937-257-8.
- mit Hermann Sikora und Alfons Koller: E-Learning, digitale Medien und lebenslanges Lernen. Trauner Verlag, Linz, 2008, ISBN 978-3-85499-300-1.
- mit Markus Appel: Lehrbuch Medienpsychologie. Springer-Verlag, Berlin, 2008, ISBN 978-3-540-46894-3.

Aufsätze
- mit Karsten I. Paul: The need for work: Jahoda’s latent functions of employment in a representative sample of the German population. Journal of Organizational Behavior, 31, 2010, S. 45–64. doi:10.1002/job.622
- mit Eva Selenko: Beyond debt. A moderator analysis of the relationship between perceived financial strain and mental health. Social Science & Medicine, 73, 2011, S. 1725–1732. doi:10.1016/j.socscimed.2011.09.022
- mit Timo Gnambs: A personality-competence model of opinion leadership. Psychology & Marketing, 29, 2012, S. 606–621. doi:10.1002/mar.20547
- mit Eva Selenko: Job insecurity and the benefits of work. European Journal of Work and Organizational Psychology, 22, 2013, S. 725–736. doi:10.1080/1359432X.2012.703376
- mit Selina Volsa, Stefan Stieger: Self-Reports in the Field Using Smartwatches: An Open-Source Firmware Solution. Sensors, 22(5) 1980, 2022. doi:10.3390/s22051980.
- mit Sebastian Bähr, Martin Collischon: Heterogeneities in the latent functions of employment: New findings from a large-scale German survey. Frontiers in Psychology, Sec. Personality and Social Psychology, 2022. doi:10.3389/fpsyg.2022.909558